# Herb powiatu sejneńskiego
Herb powiatu sejneńskiego – jeden z symboli powiatu sejneńskiego, autorstwa Aleksandra Bąka, ustanowiony 31 maja 2017.

## Wygląd i symbolika
Herb przedstawia na tarczy w polu czerwonym głowę tura czarną ze srebrnymi rogami, między którymi złota korona królewska i takiż krzyż podwójny w pas.